# الوطن (جريدة سعودية)
جريدة الوطن هي صحيفة سعودية ذات توجه ثقافي إصلاحي، تصدر عن طريق مؤسسة عسير للصحافة والنشر، مقرها في مدينة أبها بمنطقة عسير، في الجزء الجنوبي الغربي من المملكة العربية السعودية. 
بدأت الصحيفة نشر أول أعدادها في 30سبتمبر 2000م، وتضم ملاحق تغطي الشؤون السياسية، الاقتصادية، الثقافية، والفنية. كما تمتلك عددًا من المكاتب داخل المملكة، من بينها مكتب الرياض، مكتب جدة،الدمام بالإضافة إلى مكاتب أخرى في مدن مختلفة لدعم التغطية الإخبارية.

## مجلس الإدارة
| 1 | الأستاذ / خالد أحمد الحمدان             | رئيس مجلس الإدارة |
| 2 | عميد متقاعد / إبراهيم عبد الله بن جلاله | عضو               |
| 3 | الأستاذ / إدرييس عبد الله الدريس        | عضو               |
| 4 | الأستاذ / تركي جبران البحير             | عضو               |
| 5 | المهندس / عبد المحسن عبد الله الماضي    | عضو               |
| 6 | الأستاذ / ناصر محمد القرعاوي            | عضو               |
| 7 | الدكتور / عثمان محمود الصيني            | رئيس التحرير      |
| 8 | الأستاذ / محمد عبداللطيف الشويعر        | المدير العام      |

## رؤساء التحرير
- جمال أحمد خاشقجي.
- سليمان العقيلي.
- جاسر الجاسر.
- قينان الغامدي.
- يرأس تحريرها حالياً الدكتور عثمان الصيني.[2]

## تاريخ الجريدة
قام الملك عبد الله بن عبد العزيز بوضع حجر الأساس للمقر الرئيسي لصحيفة الوطن بمدينة أبها بتاريخ 11 محرم 1419هـ
_تعد مؤسسة عسير للصحافة والنشر من أكبر المؤسسات الصحفية المحلية من حيث عدد المساهمين بها الذي يبلغ 145 مساهم، برأس مال قدره 200 مليون ريال.
تصدر صحيفة الوطن من أبها (المركز الرئيسي)
وتصدر في أربع طبعات، طبعة أبها، طبعة جدة، طبعة الرياض، طبعة الدمام.
أقسام الجريدة (السياسي، الاقتصادي, المحليات، الرأي, الثقافة، الرياضة, الحياة) .

## كُتَّاب الجريدة
من كُتَّاب الصحيفة: صالح محمد الشيحي, علي سعد الموسى, عبد الرحمن سلطان السلطان, فواز عزيز, أسامة القحطاني, إدريس عبد الله الدريس, عبد الرحمن الوايلي ، محمود نديم نحاس.

## وصلات خارجية
- جريدة الوطن السعودية